# نقص دوپامین بتا هیدروکسیلاز
نقص دوپامین بتا هیدروکسیلاز (به انگلیسی: Dopamine beta hydroxylase deficiency) نوعی بیماری است که به دنبال نبود فعالیت کافی دوپامین بتا هیدروکسیلاز بروز می‌کند؛ بنابراین میزان دوپامین سرم به‌طور چشمگیری افزایش می‌یابد و در نتیجه دوپامین به جای نوراپی نفرین رها می‌گردد. از این رو این بیماری گاهی «کمبود نوراپی نفرین» خوانده می‌شود.

## علائم بالینی
- زمان تولد: طبیعی.
- دوران نوزادی و شیرخوارگی: احتمالاً کاهش تونوس عضلانی، کاهش درجه حرارت، افتادگی پلک و کاهش گلوکز خون.
- دوران کودکی، نوجوانی و بزرگسالی: فقط کاهش تونوس عضلانی، افتادگی پلک، تشنج و افت فشارخون وضعیتی ممکن است تظاهر کند. به‌طور کلی علائم کمبود نوراپی نفرین بویژه افت شدید فشارخون وضعیتی را نشان می‌دهند.

## نقص آنزیم
نقص در آنزیم دوپامین بتا هیدروکسیلاز.

## توارث ژنتیکی
اتوزوم مغلوب.

## میزان بروز
نادر.

## روش تشخیص
- مایع مغزی نخاعی: ال دوپا بالا، نوراپی نفرین پائین، اسید همووانیلیک بالا
- پلاسما: نوراپی نفرین و اپی نفرین پائین، دوپامین و ال دوپا بالا
- ادرار: نوراپی نفرین و اسید وانیل مندلیک پائین، اسید همووانیلیک بالا
- بررسی آنزیم: در پلاسما

## درمان
تجویز روزانه دی هیدروکسی فنیل سرین ۲۵۰ تا ۵۰۰ میلی‌گرم در دو تا سه دوز منقسم.

## آزمون تشخیص قبل از تولد
ندارد.